# Paläoanthropologie

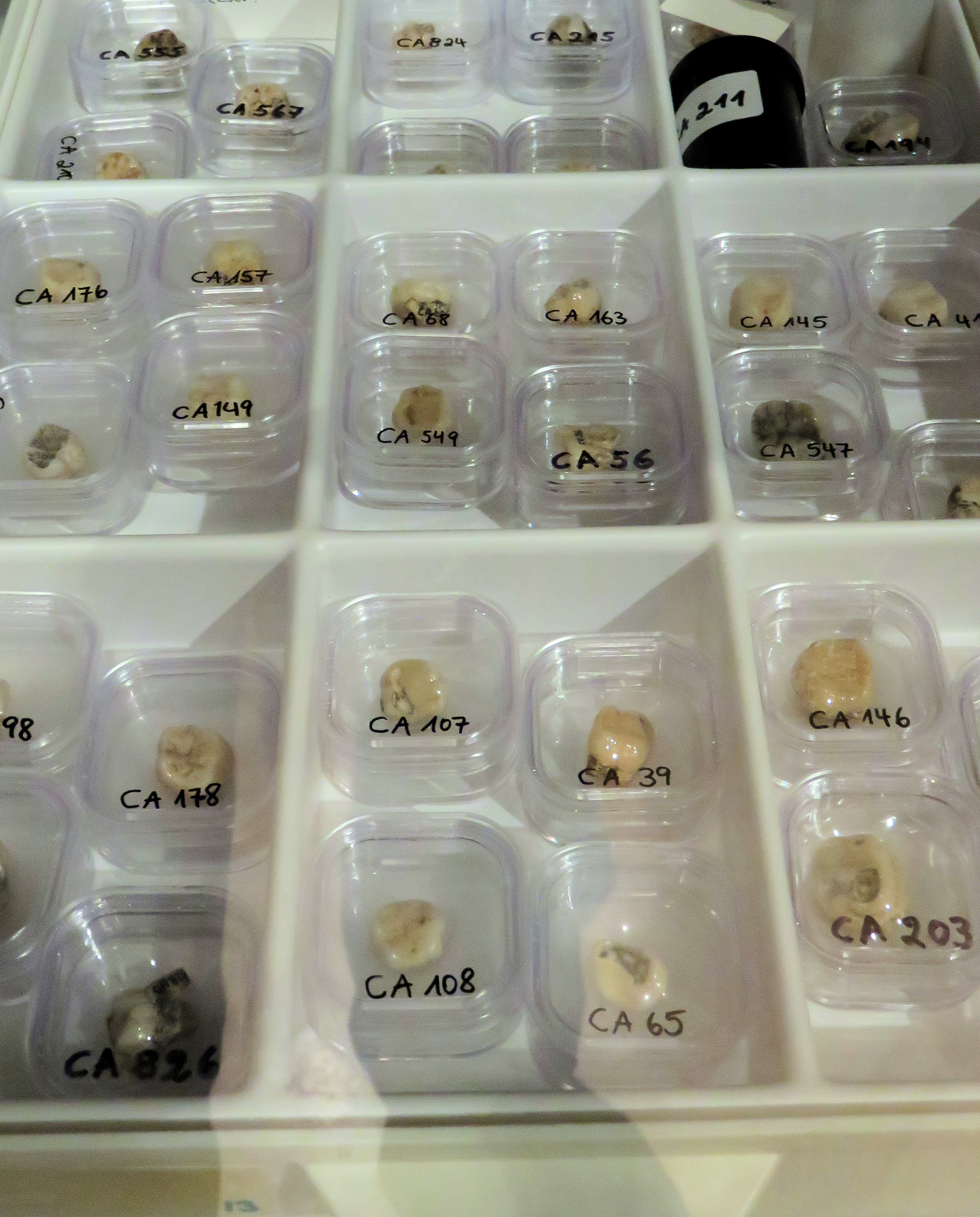
Zähne sind die dauerhaftesten Zeugnisse für die Entwicklung des Menschen: hominine Backenzähne aus Java. Sammlung Koenigswald im Senckenberg Forschungsinstitut, Frankfurt

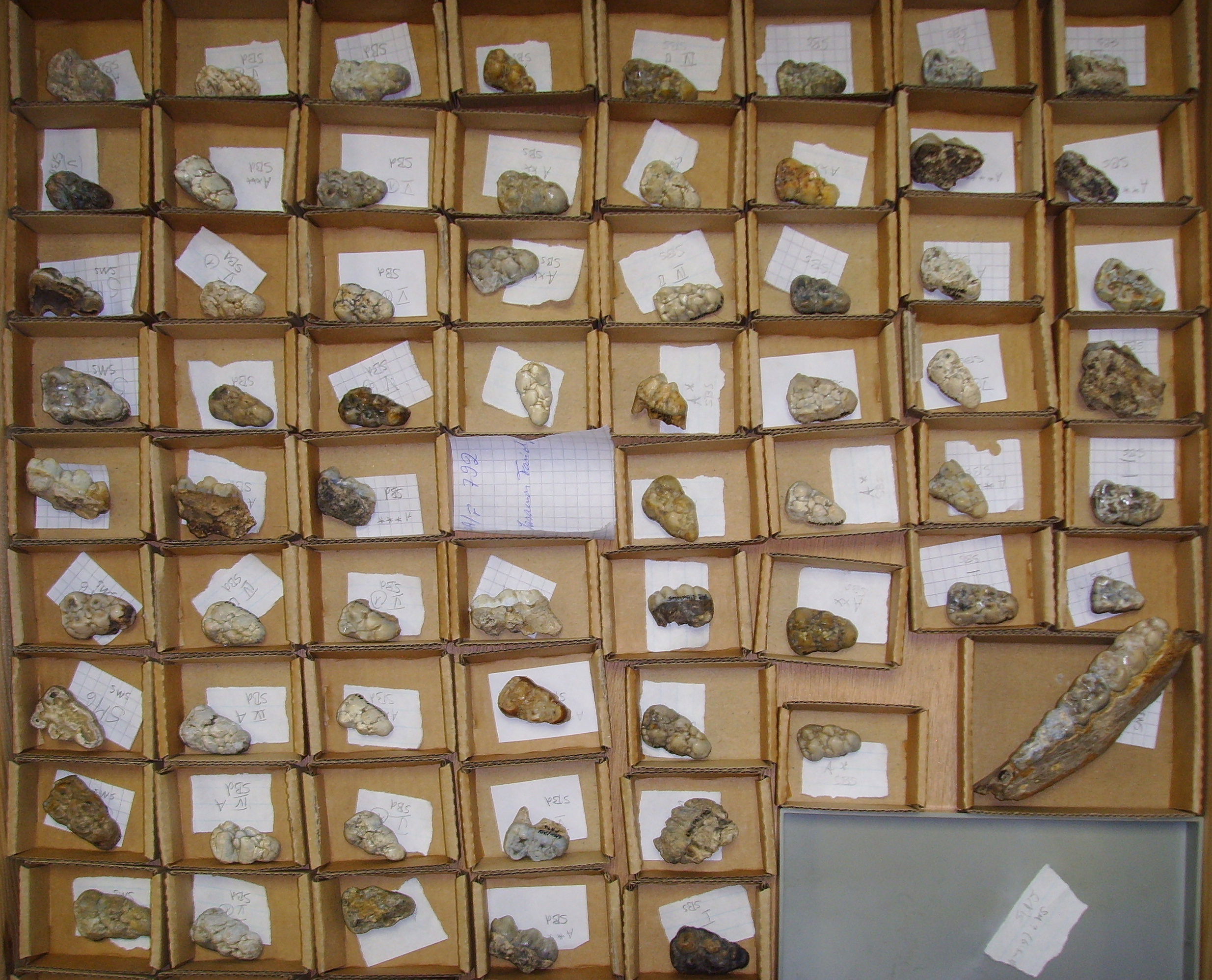
Fossile Schweinezähne – hier aus Java – sind ein wichtiges Leitfossil der Biostratigraphie. Sammlung Koenigswald im Senckenberg Forschungsinstitut

Die Paläoanthropologie (aus altgriechisch παλαιός palaiós „alt“, ἄνθρωπος ánthropos „Mensch“ und -logie „Lehre“), auch Paläanthropologie oder gelegentlich Prähistorische Anthropologie, ist die Wissenschaft von den alten, stammesgeschichtlich frühen und zumeist ausgestorbenen Arten der Hominini. Forschungsgegenstand ist somit die Epoche seit der Trennung der beiden Linien, die vor etwa sechs bis acht Millionen Jahren einerseits zu den Schimpansen, andererseits zum anatomisch modernen Menschen (Homo sapiens) führte. Paläoanthropologen erforschen und rekonstruieren folglich die Stammesgeschichte des Menschen und das Entstehen seiner spezifischen Merkmale im Verlauf der Hominisation.
Die Paläoanthropologie ist ein Teilgebiet der Anthropologie und der Evolutionsbiologie. Eine enge Verwandtschaft besteht mit der Paläontologie und der Prähistorischen Archäologie.

## Fragestellungen
„Das Ziel des Anthropologen ist es, die evolutionären Ereignisse zu verstehen, die ein affenähnliches Wesen in Menschen wie uns verwandelt haben.“ (Richard Leakey) Winfried Henke zufolge lauten die Kernfragen der Paläoanthropologie:
- „wer sind unsere nächsten lebenden Verwandten in der Primatenordnung,
- wann und wo, d. h. an welcher Stelle im Primatenstammbaum, zweigte die zum Menschen führende Stammlinie ab,
- welche speziellen evolutionsökologischen Rahmenbedingungen ermöglichten den Prozess der Menschwerdung;
- wie viele fossile hominine Vorläuferformen gab es, und
- wie verlief die evolutive Entstehung unseres spezifisch menschlichen Merkmalgefüges (insbesondere Geschichtlichkeit, Sprache, Moral)?“

Die Rekonstruktion der Stammesgeschichte vollzieht sich – wie generell in der Paläontologie – in mehreren Stufen. Zunächst wird der Gradient der Veränderung eines Merkmals bei den Fossilien ermittelt, das heißt, die Veränderung des Merkmals im Verlaufe längerer Zeitspannen. Danach wird die Richtung des Wandels dieser Merkmale bestimmt, also der Gestaltwandel von ursprünglichen Merkmalen über Zwischenstadien zu abgeleiteten Merkmalen. Dies bildet die Grundlage für die Definition von fossilen Arten, die jeweils anhand von evolutiven Neuheiten von Vorläufer-Arten abgegrenzt werden. In einem weiteren Schritt folgt die Konstruktion eines Kladogramms, einer graphischen Darstellung der Verwandtschaftsverhältnisse der Arten ohne Zeitachse. Schließlich wird unter Einbeziehung weiterer Analyseschritte – wie Stratigraphie, Chronologie und Verbreitungsgebiet eines Taxons – ein Stammbaum konstruiert. Abschließend werden unter Einbeziehung aller Forschungsergebnisse Szenarien („Lebensbilder“) erstellt, beispielsweise – im Vergleich mit heute lebenden Primaten – Modelle über die Fortbewegungsweise der Vorfahren des Homo sapiens, über ihre Ernährungsgewohnheiten, ihre ökologischen Nischen und ihr Sozialverhalten.
Als besondere schwierig gestaltet es sich in der Paläontologie (und damit auch in der Paläoanthropologie), anatomisch ähnliche Fossilien unterschiedlichen Arten zuzuordnen und sie so gegeneinander abzugrenzen. Lebende Taxa können in der Regel dann voneinander unterschieden werden, wenn sie sich in folgenden Eigenschaften unterscheiden, wobei Besonderheiten bei einem einzigen Kriterium bereits hinreichend sein können: Genotyp, Ontogenese sowie Besonderheiten der Lebensabschnitte vor und nach dem Erwachsenwerden (zum Beispiel Länge der Kindheit, Dauer der Lebenserwartung nach der Menopause), Phänotyp der erwachsenen Individuen, Verhalten. Paläoanthropologen können in aller Regel nur auf wenige und zudem oft deformierte und aus wenigen Fundstätten stammende Knochen zurückgreifen, das heißt – da überdies Weichteilgewebe nicht überliefert ist – auf allenfalls grobe Anhaltspunkte für den einstmaligen Phänotyp; heute lebende Meerkatzen-Arten können beispielsweise anhand ihrer Knochen und ihrer Zähne nur mit erheblichen Unsicherheiten unterschieden werden.
David Pilbeam, Professor für die Evolution des Menschen an der Harvard University und Kurator für Paläoanthropologie am Peabody Museum of Archaeology and Ethnology hat die Schwierigkeiten der Theoriebildung auf dem Gebiet der Paläoanthropologie 1987 so beschrieben:
„Ich bin zu der Überzeugung gelangt, dass viele Aussagen, die wir über das Wie und Warum der Evolution des Menschen machen, genau so viel aussagen über uns als Paläoanthropologen und die Gesellschaft in der wir leben, wie über all das, was ‚wirklich‘ passiert ist.“

## Historisches
Frühe Belege für die Verwendung des Fachausdrucks Paläoanthropologie („paléo-anthropologie“) gibt es Bernard Wood zufolge seit dem Anfang der 1870er-Jahre – rund 10 Jahre nach Entdeckung des ersten Neandertalers –  in Schriften der französischen Naturforscher Louis Lortet und Gatien Chaplain-Duparc (1819–1888). Als paléo-anthropologie galt ihnen zunächst jede Form der Forschung über Vorgeschichte und „Steinzeit“, aber bereits 1879 engte Clémence Royer die Bedeutung des Wortes ein auf das Studium „verlorener menschlicher Rassen“ anhand ihrer fossilen Überreste. Zugleich wurde der prähistorischen Archäologie als eigenständigem Fachgebiet das Studium der Artefakte jener „verlorenen Rassen“ zugedacht. Im akademischen Bereich durchgesetzt hat sich die Bezeichnung Paläoanthropologie Wood zufolge ab 1890 durch den einflussreichen französischen Arzt und Anthropologen Paul Topinard, genauer: durch dessen Vortrag La paléoanthropologie im Jahr 1889 auf dem Congrès International d’Anthropologie et d’Archéologie Préhistoriques. 1892 erschien eine zustimmende Rezension des Vortrags in The American Naturalist, zugleich wurde die Paläoanthropologie im Annual Report of the Board of Regents of the Smithsonian Institution als Forschungsbereich der prähistorischen Anthropologie ausgewiesen, was beides zur Folge hatte, dass die Bezeichnung auch in Nordamerika etabliert wurde.

## Fächerübergreifende Forschung
Die Paläoanthropologie ist gleichermaßen ein interdisziplinäres und ein multidisziplinäres Arbeitsfeld, das jedoch von europäischen und von nordamerikanischen Forschern unterschiedlich weit gefasst wird. In Europa ist die Bezeichnung Paläoanthropologie synonym mit „Paläontologie der Hominini“, während in Nordamerika unter Paläoanthropologie eine enge Verbindung von „Paläontologie der Hominini“ und Archäologie verstanden wird. In jedem Fall stützen sich Paläoanthropologen vor allem auf Fossilfunde, die im Zusammenhang mit archäologischen Befunden und Befunden aus benachbarten Forschungsdisziplinen wie Anthropologie, Biowissenschaften und den Geowissenschaften auf der Grundlage der Theorie der biologischen Evolution interpretiert werden.
Zu diesen benachbarten Forschungsdisziplinen gehören aus dem Gebiet der Biowissenschaften u. a. Systematik, Anatomie, Biostratigraphie, Evolutionsökologie, Paläoökologie, Paläogenetik, Paläogeographie, Paläoklimatologie, Paläolimnologie, Paläophysiologie und Palichnologie, ferner Taphonomie, Konstruktions-Morphologie (speziell: Funktionsmorphologie); aus dem Gebiet der Geowissenschaften sind u. a. beteiligt: Geologie, Geomorphologie, Geochronologie, Mineralogie, Klimatologie, Pedologie, Stratigraphie, Vulkanologie; und aus dem Gebiet von Anthropologie und Archäologie sind u. a. beteiligt: Kulturanthropologie, Osteologie, Archäometrie, Ethnologie, Linguistik.
Ein Beispiel für fächerübergreifende Forschung ist der Versuch, die Ernährung der Angehörigen einer fossilen Art zu rekonstruieren. Anhand der Zahnmerkmale kann häufig zwar eine grobe Unterscheidung von überwiegend Fleischfressern (Scherengebiss) und überwiegend Pflanzenfressern (Hypsodontie) vorgenommen werden, dies schließt aber keineswegs – zum Beispiel während bestimmter Jahreszeiten – abweichende Ernährungsgewohnheiten aus. Insbesondere um die bevorzugte Nahrung verwandter fossiler Arten voneinander unterscheiden zu können, müssen Ergebnisse beispielsweise von Rekonstruktionen der Morphologie des gesamten Kauapparats, des Paläohabitats und der Paläoökologie einbezogen werden, ferner – sofern vorhanden – archäologische Befunde (Bau und mutmaßliche Funktion von Steingerät, Schnittspuren an fossilen Knochen, Anhäufungen von Nahrungsresten). Darüber hinaus wurden diverse chemische und physikalische Methoden entwickelt, um die Ernährung auf der Ebene des Individuums nachzuvollziehen. So kann beispielsweise aus dem mikroskopisch sichtbar zu machenden Zahnschmelz-Abrieb auf die Härte der regelmäßig verzehrten Nahrung geschlossen werden, auch werden gelegentlich im Zahnbelag eingebettete, versteinerte Samen oder Stärkekörner (Phytolithen) entdeckt. Zu den physikalischen Methoden gehören ferner – neben der seit 1946 bekannten C14-Datierung und anderen radiometrischen Datierungsmethoden – die Bestimmung der Isotopenverhältnisse von 13C und 12C, von 15N und 14N sowie von 18O und 16O: Anhand von δ13C kann die Bevorzugung von C3-Pflanzen von der Bevorzugung von C4-Pflanzen unterschieden werden; anhand von Δ15N können Fleischfresser und Pflanzenfresser unterschieden werden; anhand von Δ18O kann unterschieden werden, ob ein Tier primär Wasser aus offenem Gewässer getrunken oder ob es seinen Flüssigkeitsbedarf primär durch das Verzehren von Laub gedeckt hat.

## Belege
1. ↑  Richard Leakey: The Origin of Humankind. Phoenix (a division of Orion Books Ltd.), London 1995, S. xiv, ISBN 978-1-85799-334-9.
2. ↑  Winfried Henke: Paläoanthropologie – Standortbestimmung einer innovativen Disziplin. In: Archäologische Informationen. Band 30, Nr. 1, 2007, S. 3 (= Bulletin de la Société Suisse d'Anthropologie, Band 13, Nr. 1, 2007).
3. ↑  Die Darstellung folgt Winfried Henke, Paläoanthropologie – Standortbestimmung einer innovativen Disziplin. S. 7.
4. ↑  Matthew M. Skinner, Bernard Wood: The evolution of modern human life history – a paleontological perspective. In: Kristen Hawkes, Richard R. Paine (Hrsg.): The Evolution of Modern Human Life History. School of American Research Press, Santa Fe 2006, ISBN 978-1-930618-72-5, S. 331–332.
5. ↑  W. Andrew Barr und Bernard Wood: Spatial sampling bias influences our understanding of early hominin evolution in eastern Africa. In: Nature Ecology & Evolution. Online-Veröffentlichung vom 20. August 2024, doi:10.1038/s41559-024-02522-5.
 Fossil hotspots in Africa obscure a more complete picture of human evolution. Auf: eurekalert.org vom 20. August 2024.
6. ↑  Matthew M. Skinner, Bernard Wood: The evolution of modern human life history... 2006, S. 338.
7. ↑  David Pilbeam: Rethinking human origins. In: Russell L. Ciochon, John G. Fleagle (Hrsg.): Primate Evolution and Human Origins. Aldine de Gruyter, New York 1987, ISBN 0-202-01175-5, S. 220.
8. 1 2  Eintrag paleoanthropology. In: Bernard Wood (Hrsg.): Wiley-Blackwell Encyclopedia of Human Evolution. Wiley-Blackwell, 2011, ISBN 978-1-4051-5510-6.
9. ↑  Eintrag diet reconstruction. In: Bernard Wood (Hrsg.): Wiley-Blackwell Encyclopedia of Human Evolution. 2 Bände. Wiley-Blackwell, Chichester u. a. 2011, ISBN 978-1-4051-5510-6.